# Канола, Марко
Марко Канола (итал. Marco Canola, род. 26 декабря 1988 в Виченца, Италия) — итальянский профессиональный шоссейный велогонщик, выступающий c 2017 года за проконтинентальную команду «Nippo Vini Fantini Faizane». Победитель этапа Джиро д’Италия 2014 года.

## Статистика выступлений на Гранд-турах
| Гонка           | 2013 | 2014 | 2015 | 2016 | 2017 | 2018 | 2019 |
| --------------- | ---- | ---- | ---- | ---- | ---- | ---- | ---- |
| Джиро д’Италия  | 139  | 122  | —    | —    | —    | —    | ???  |
| Тур де Франс    | —    | —    | —    | —    | —    | —    |      |
| Вуэльта Испании | —    | —    | —    | —    | —    | —    |      |

| — | Не участвовал |